# Sertularella agulhenis
Sertularella agulhenis är en nässeldjursart som beskrevs av Wilfrid Arthur Millard 1964. Sertularella agulhenis ingår i släktet Sertularella och familjen Sertulariidae. Inga underarter finns listade i Catalogue of Life.